# Sam Chatmon

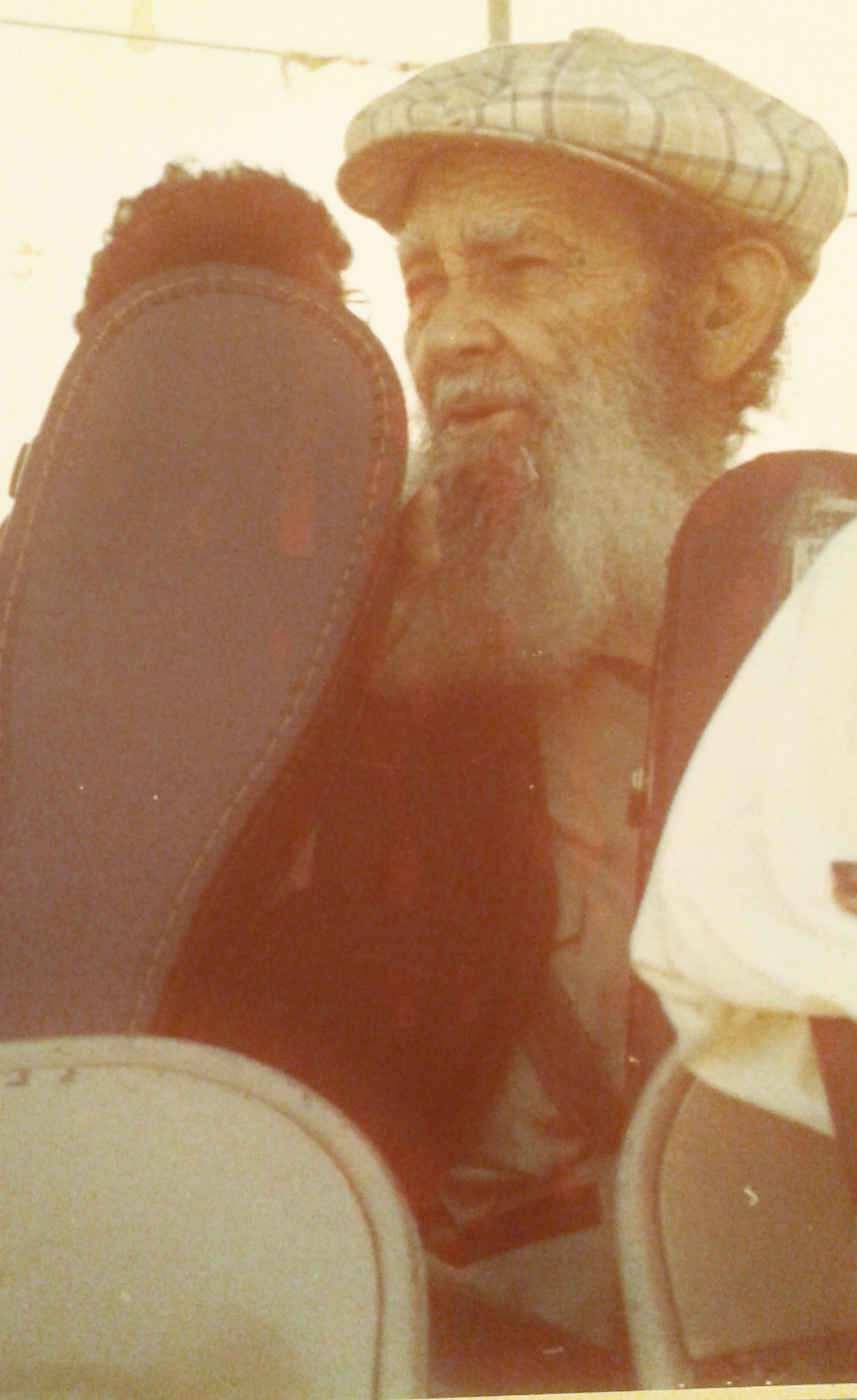
Sam Chatmon

Sam Chatmon (* 10. Januar 1897 als Vivian Chatmon in Bolton, Mississippi; † 2. Februar 1983 in Hollandale, Mississippi) war ein US-amerikanischer Bluesmusiker.

## Biografie
Vivian „Sam“ Chatmon war einer der Söhne von Henderson Chatmon und dessen zweiter Frau Eliza Jackson. Sam erzählte später, dass er bereits mit drei Jahren anfing, Gitarre zu spielen. Bereits als Kind trat er mit der Chatmon-Familie auf, die bei Tanzveranstaltungen populäre Musik wie Ragtime, Walzer, Reels und ähnliches spielte. Seine Brüder Lonnie Chatmon und Bo Carter (eigentlich Armenter Chatmon) waren der Kern der Musikgruppe The Mississippi Sheiks, bei denen Sam gelegentlich mitwirkte. Sam behauptete auch, Henderson Chatmon sei der Vater Charley Pattons gewesen, der somit sein Halbbruder gewesen wäre.
Sam spielte neben der Gitarre auch Banjo, Mandoline und Mundharmonika. Er musizierte bei Partys, in Juke Joints und an Straßenecken im Bundesstaat Mississippi. Mit verschiedenen Minstrel- und Medizin-Shows reiste er durch die Lande. Anfang der 1930er war er an Aufnahmen der Mississippi Sheiks beteiligt, nach deren Auflösung nahm er mit seinem Bruder Lonnie als „The Chatmon Brothers“ auf.
Anfang der 1940er ließ er sich in Hollandale (Mississippi) nieder, wo er auf den dortigen Plantagen arbeitete. Mit dem Blues-Revival Ende der 1950er wurde auch Sam Chatmon wiederentdeckt. 1960 machte er Aufnahmen für Arhoolie Records. In den 1960er und 1970er Jahren spielte er in Clubs und auf etlichen Festivals in den Staaten. Er nahm mehrere Alben auf, teils mit einer Band namens „The Barbecue Boys“ und mit Walter Vinson als „The New Mississippi Sheiks“.
Sam Chatmon starb 1983 im Alter von 86 Jahren. Sein Grabstein wurde von Bonnie Raitt und dem Mount Zion Memorial Fund finanziert.